# Hoplolygris cicatriculata
Hoplolygris cicatriculata är en fjärilsart som beskrevs av Berg 1875. Hoplolygris cicatriculata ingår i släktet Hoplolygris och familjen mätare. Inga underarter finns listade i Catalogue of Life.